# Cadena SER
 (août 2025).
Si vous disposez d'ouvrages ou d'articles de référence ou si vous connaissez des sites web de qualité traitant du thème abordé ici, merci de compléter l'article en donnant les références utiles à sa vérifiabilité et en les liant à la section « Notes et références ».
Pour les articles homonymes, voir SER.
Cadena SER (pour Sociedad Española de Radiodifusión, « Société espagnole de radiodiffusion » en espagnol) est une station de radiodiffusion qui compte parmi les plus anciennes d'Espagne et dont les émissions ont les meilleures audiences du pays.
Cadena SER est une partie du groupe de presse et de communication Prisa, le plus important d'Espagne. Les quatre grandes stations du groupe ayant une couverture nationale sont : Cadena SER (généraliste), 40 Principales, Cadena Dial et M-80 (musicales). Il possède également trois stations de moindre importance qui sont Sinfo Radio, Máxima FM et Radiolé.
Cadena SER est le leader en matière de couverture sportive, notamment du football. La radio couvre entièrement le championnat d'Espagne, la Coupe de Champions et les rencontres disputées par l'équipe nationale de football.

## Histoire

### Cadena SER
L'origine de la radio provient de Radio Barcelona qui commence sa diffusion le 14 novembre 1924 sous le nom de EAJ-1. Le 19 décembre de la même année nait Unión Radio, qui lance Radio Madrid le 17 juin 1925. Les principales stations qui se créent à cette époque intègrent successivement Unión Radio, constituant ainsi le plus grand groupe radiophonique des années 1930. Le 25 septembre 1940, le groupe devient Cadena SER. 
En 1992, le groupe PRISA, propriétaire de Cadena SER, s'empare d'Antena 3 Radio, rival de la station. 
En 2004, la radio a joué un « grand rôle » dans les jours suivant les attentats du 11 mars en révélant sans preuves qu'ils avaient été perpétrés par des terroristes islamistes, informations que le gouvernement espagnol n'avait pas.
Le procès de l'attentat a révélé que des informations avaient été occultées par le responsable de la Policìa Tecnica Santana.

### Le groupe SER
Le groupe SER disposait en date du 19 février 2005 de 247 stations de radio (dont 93 obtenues par l'acquisition de Antena 3) et de 194 stations adhérentes, contre 161 possédées par le grand rival de la station, Cadena COPE, qui compte aussi 38 radios adhérentes.

### Litiges avec Antena 3 Radio
Cadena SER et le groupe Prisa ont été condamnés par le Tribunal suprême d'Espagne qui a annulé l'achat de Antena 3 Radio effectué en 1992 afin d'obéir à la législation anti monopole destiné à éviter la concentration des médias de communication. La sentence émise le 9 juin 2000 et ratifiée par le tribunal constitutionnel d'Espagne le 26 avril 2001, n'a toujours pas été mise en application. Étant donné que Antena 3 Radio a disparu, la seule solution passait par la vente d'une partie de Cadena SER à un tiers, ce que la radio se refuse encore à faire.
Toutefois la loi 10/2005 du 14 juin 2005 qui modifie la loi 31/1987 du 18 décembre 1987 ne pose plus de restriction quant au nombre de stations et d'émetteurs, ce qui met un terme à la question de l'absorption de Antena 3 Radio.
Le 29 décembre 2005 le Tribunal de Défense de la Concurrence, en harmonie avec la nouvelle législation, autorise l'achat de Antena 3 Radio par le groupe SER, à condition que cette société renonce à 13 de ces stations afin de ne pas remettre en cause la concurrence.

## Identité visuelle

### Logos

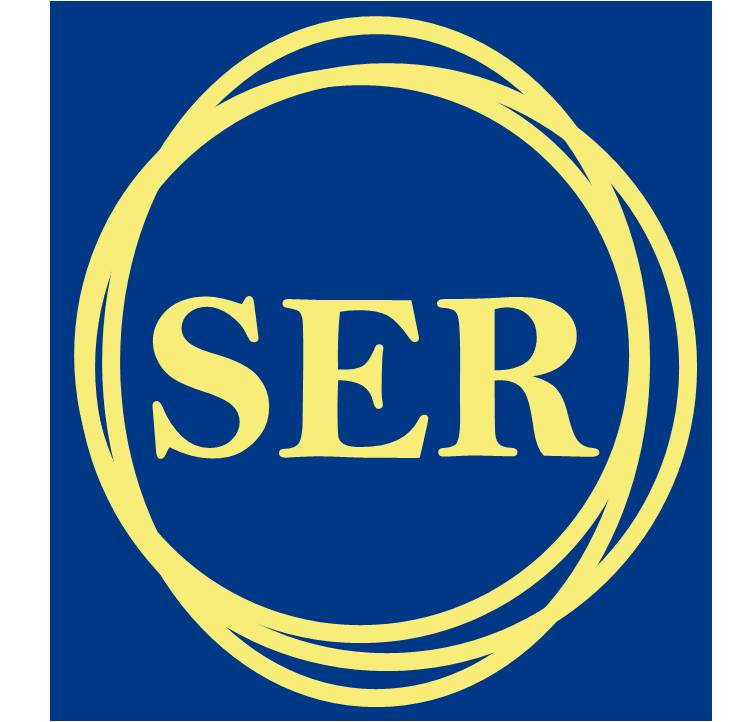
Ancien logo de la station de 1955 à 1977
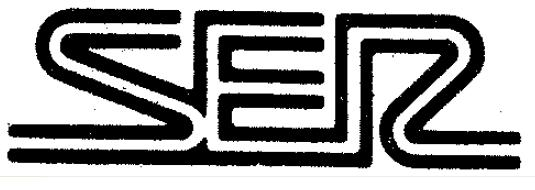
Ancien logo de 1977 à 1983
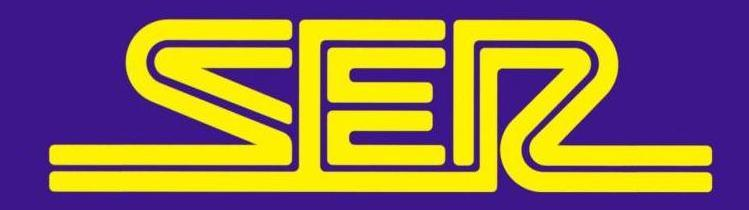
Ancien logo de 1983 à 1992
Ancien logo de la station de 1992 à 2007
Ancien 2e version du logo de la station de 1992 à 2007
Logo actuel de Cadena SER depuis 2007

## Audiences
Cadena SER possède les meilleures audiences dans presque toutes les tranches horaires. Seule Antena 3 Radio lui faisait concurrence, avant sa reprise par le groupe SER. En 2009 l'Estudio General de Medios estimait l'audience de Cadena SER an semaine à 4 643 000 auditeurs.
|                                                              | 2000  | 2001  | 2002  | 2003  | 2004  | 2005  | 2006  | 2007 | 2008 | 2009 |
| ------------------------------------------------------------ | ----- | ----- | ----- | ----- | ----- | ----- | ----- | ---- | ---- | ---- |
| Audience en milliers d'auditeurs                             | 4 065 | 4 064 | 4 195 | 4 822 | 5 180 | 4 816 | 4 664 | 4612 | 4566 | 4643 |
| Sources : Estudio General de Medios, résumés de 2000 à 2009. |       |       |       |       |       |       |       |      |      |      |

Après une phase de croissance  jusqu'en 2004, la radio connait une érosion de son audience, mais demeure la première radio d'Espagne.

## Orientation politique
Tout comme les autres média détenus par le groupe Prisa, Cadena SER est vu comme proche du PSOE. Cela explique la rivalité existant avec Cadena COPE, détenue par l'épiscopat espagnol, proche du Parti populaire, la principale formation de droite en Espagne.

## Organisation

### Journalistes célèbres
Parmi les journalistes ayant travaillé dans la station se trouvent  Carles Francino, Gemma Nierga, Roberto Sánchez, Paco González, José Ramón de la Morena, Pepe Domingo Castaño, Carlos Llamas, Àngels Barceló, Manolo Lama, Cristina Lasvignes, Javier Casal, José Antonio Marcos, Pedro Blanco, Alberto Granados, Iker Jiménez, Cristina Machado ou Rodolfo Irago.  

## Émissions actuelles
- Hoy por hoy (avec Àngels Barceló): émission consacrée à l'information sur les ondes depuis le 22 septembre 1986, du lundi au vendredi, de 5h59 du matin à 12h19, avec décrochages locaux jusqu'à 14h. C'est l'émission matinale plus écoutée d'Espagne avec 3 055 000 auditeurs en avril 2021[4].
- Hora 14 (avec José Antonio Marcos): émission d'information de 14h à 15h, avec décrochages locaux de 14h15/14h20 à 14h30.
- La Ventana (avec Carles Francino); émission hebdomadaire, l'émission après-midi plus écoutée de l'Espagne avec 929.000 auditeurs.
- SER Deportivos (avec Francisco José Delgado)
- Hora 25 (avec Pepa Bueno): émission quotidienne de 20h à 23h30 d'information et de débat créée en 1972.
- Hora 14 Fin de Semana (avec Roberto Torija)
- El Larguero (avec Manu Carreño): programme sportif existant depuis 1989, diffuse en semaine de 23h30 à 1h30. 746 000 auditeurs en novembre 2018[4].
- Punto de fuga (avec Pablo Morán)
- SER Consumidor (avec Jesús Soria)
- SER Aventureros (avec José Antonio Ponseti)
- A vivir que son dos días (avec Javier del Pino)
- Carrusel Deportivo (avec Dani Garrido): née en 1952, c'est la plus ancienne émission espagnole encore active. Consacrée au sport, elle a lieu les samedi (15h-1h30) et dimanche (12h-1h30). 1 503 000 auditeurs le samedi, 1 304 000 le dimanche[4]
- Los toros (avec Manuel Molés): émission consacrée à la tauromachie.
- Matinal SER (avec Enrique García Pozo)
- La Script (avec María Guerra)
- SER Historia (avec Nacho Ares)
- La hora extra (avec Javier Torres)